# Chaetanthera limbata
Chaetanthera limbata là một loài thực vật có hoa trong họ Cúc. Loài này được (D.Don) Less. mô tả khoa học đầu tiên năm 1832.